# Saison 1967 de la Ligue canadienne de football
Chronologie
Saison précédente Saison suivante
1967 est la dixième saison de la Ligue canadienne de football et la 84e saison depuis la fondation de la Canadian Rugby Football Union en 1884.

## Classements
| Clt   | Équipe                 | PJ | V  | D  | N | BP  | BC  | Pts |
| ----- | ---------------------- | -- | -- | -- | - | --- | --- | --- |
| +001, | Tiger-Cats de Hamilton | 14 | 10 | 4  | 0 | 250 | 195 | 20  |
| +002, | Rough Riders d'Ottawa  | 14 | 9  | 4  | 1 | 337 | 207 | 19  |
| +003, | Argonauts de Toronto   | 14 | 5  | 8  | 1 | 252 | 266 | 11  |
| +004, | Alouettes de Montréal  | 14 | 2  | 12 | 0 | 166 | 302 | 4   |

| Clt   | Équipe                           | PJ | V  | D  | N | BP  | BC  | Pts |
| ----- | -------------------------------- | -- | -- | -- | - | --- | --- | --- |
| +001, | Stampeders de Calgary            | 16 | 12 | 4  | 0 | 382 | 219 | 24  |
| +002, | Roughriders de la Saskatchewan   | 16 | 12 | 4  | 0 | 346 | 282 | 24  |
| +003, | Eskimos d'Edmonton               | 16 | 9  | 6  | 1 | 266 | 246 | 19  |
| +004, | Blue Bombers de Winnipeg         | 16 | 4  | 12 | 0 | 212 | 414 | 8   |
| +005, | Lions de la Colombie-Britannique | 16 | 3  | 12 | 1 | 239 | 319 | 7   |

## Séries éliminatoires

### Demi-finale de la Conférence de l'Ouest
- 11 novembre : Eskimos d'Edmonton 5 - Roughriders de la Saskatchewan 21

### Finale de la Conférence de l'Ouest
- 18 novembre : Roughriders de la Saskatchewan 11 - Stampeders de Calgary 15
- 22 novembre : Stampeders de Calgary 9 - Roughriders de la Saskatchewan 11
- 26 novembre : Roughriders de la Saskatchewan 17 - Stampeders de Calgary 13

La Saskatchewan gagne la série au meilleur de trois matchs 2 à 1 et passe au match de la coupe Grey.

### Demi-finale de la Conférence de l'Est
- 12 novembre : Argonauts de Toronto 22 - Rough Riders d'Ottawa 38

### Finale de la Conférence de l'Est
- 19 novembre : Tiger-Cats de Hamilton 11 - Rough Riders d'Ottawa 3
- 25 novembre : Rough Riders d'Ottawa 0 - Tiger-Cats de Hamilton 26

Hamilton remporte la série 37 à 3 et passe au match de la coupe Grey.

### 55ecoupe Grey
- 2 décembre : Les Tiger-Cats de Hamilton gagnent 24-1 contre les Roughriders de la Saskatchewan au parc Lansdowne à Ottawa (Ontario).

## Honneurs individuels
- Trophée Schenley du meilleur joueur : Peter Liske (en) (QA), Stampeders de Calgary
- Trophée Schenley du meilleur joueur de ligne : Ed McQuarters (en) (PD), Roughriders de la Saskatchewan
- Trophée Schenley du meilleur Canadien : Terry Evanshen (RÉ), Stampeders de Calgary
- Trophée Jeff-Russel (courage, habileté, jeu propre et esprit sportif dans la Conférence de l'Est) : Ron Stewart (DO), Rough Riders d'Ottawa